# Magnus Lindberg
Magnus Lindberg  (Hèlsinki, 27 de juny de 1958) és un compositor i pianista finlandès. Va ser el compositor resident de l'⁣Orquestra Filharmònica de Nova York del 2009 al 2012 i el compositor resident de l'Orquestra Filharmònica de Londres del 2014 al 2017.
És, probablement, el compositor finlandès viu de més èxit i prestigi. Va estudiar música electrònica a l'Acadèmia Sibelius de Hèlsinki amb Osmo Linderman i també va estudiar amb el compositor Einojuhani Rautavaara a la mateixa Acadèmia. És un compositor sobretot d'obres orquestrals, en totes les seves variants: gran orquestra, orquestra de cambra, orquestra de vent, orquestra amb solista, orquestra amb coral, etc.
Entre les seves obres destaquen: Kraft (1983-1985), Kinetics (1989), Marea (1990), Parada (2001).

## Primers anys
Lindberg va néixer a Hèlsinki, on va estudiar a l'Acadèmia Sibelius amb Einojuhani Rautavaara i Paavo Heininen, començant amb el piano. Va assistir a cursos d'estiu a Siena (amb Franco Donatoni) i Darmstadt (amb Brian Ferneyhough). Després de graduar-se el 1981, va viatjar àmpliament per Europa, realitzant estudis privats amb Vinko Globokar i Gérard Grisey a París, i observant el tambor japonès i el punk rock a Berlín.

## Composicions i estil
Les juvenilia de Lindberg inclouen l'obra orquestral Donor, composta quan tenia 16 anys. El Quintetto dell’Estate (1979) es considera generalment el primer opus de Lindberg. La seva primera obra interpretada per una orquestra professional va ser Sculpture II el 1982, la segona part d’una trilogia que va escriure més endavant. El seu primer gran èxit va arribar amb Action-Situation-Signification (1982), la primera obra en què va explorar la musique concrète. Aquesta peça va ser escrita per al conjunt de nova música Toimii ("Obres" en finlandès), el qual Lindberg va fundar a l’estiu de 1980. En aquest mateix període, Lindberg va fundar un grup informal conegut com la Ears Open Society, que incloïa ell mateix i els seus contemporanis Eero Hämeenniemi, Jouni Kaipainen, Kaija Saariaho, Esa-Pekka Salonen i Herman Rechberger. És un pianista format i ha interpretat diverses de les seves obres com a part de Toimii.
Kraft (1983–85) és una de les obres més importants de Magnus Lindberg, composta per al conjunt Toimii. Aquesta peça és la més gran de Lindberg fins a la data, amb harmonies que inclouen més de 70 notes i una partitura que s'estén en vertical. Kraft incorpora una instrumentació tradicional, així com percussió sobre metall i paraules parladisses. Després d'acabar aquesta obra, Lindberg va passar per dificultats creatives i, amb l'excepció de Ur (1986), una obra que va anomenar "Kraft en forma de cambra", va entrar en un període de pausa creativa que va durar més de dos anys. Durant aquest temps, no només va replantejar el seu estil, sinó que també es va recuperar d'una malaltia tropical adquirida durant un viatge a Indonèsia.
Kraft utilitza una estructura tipus xacona, on la progressió de l'obra es basa en una cadena repetitiva d'acords. Aquesta idea va servir de base per al següent estil de Lindberg. Va tornar amb una trilogia orquestral composta per Kinetics (1988), Marea (1989–90) i Joy (1990). Tot i que Lindberg va perdre interès per la manipulació electrònica del so, va continuar explorant les possibilitats dels programes de composició, i Engine exhibeix un contrapunt complex generat per ordinador. Des de Joy, Lindberg va anar refinant gradualment el seu estil, les orquestracions i les harmonies. Això es va reflectir primer en Corrente per a conjunt de cambra (1992) i la seva versió orquestral, Corrente II, així com en Duo Concertante (1992). En aquestes obres, Lindberg va mostrar influències que van anar des de Pierre Boulez i Tristan Murail fins a Igor Stravinski i el minimalisme. La seva obra simfònica Aura (1994) reflecteix un estil més nou i eclèctic.
Lindberg ha continuat desenvolupant aquests avenços, refinant encara més el seu estil, que ara tendeix cap a un tipus de nova tonalitat suggerida en obres com Joy i Aura. Aquest desenvolupament ha culminat en una de les seves obres més populars fins al moment, el seu Concert per a clarinet (2002), que presenta una melodia de caràcter folklòric i una orquestració rica. Després, Two Episodes, va ser estrenada als BBC Proms el 24 de juliol de 2016. Aquesta peça és una obra complementària a la Novena Simfonia de Beethoven, contenint al·lusions tant a la simfonia com a altres obres del compositor.